# Hypostomus niger
Hypostomus niger es una especie de peces de la familia Loricariidae en el orden de los Siluriformes.

## Morfología
Los machos pueden llegar alcanzar los 24,5 cm de longitud total.

## Distribución geográfica
Se encuentran en Sudamérica: ríos del sureste del Brasil.